# روبرت والبول
روبرت والبول (بالإنجليزية: Robert Walpole)‏ يعرف أيضاً بلقب إيرل أورفورد (بالإنجليزية: Earl of Orford)‏؛ (26 أغسطس 1676 - 18 مارس 1745)، سياسي بريطاني تولى رئاسة الوزارة في بريطانيا من 4 أبريل 1721 إلى 11 فبراير 1742.
يعد أول رئيس وزراء لبريطانيا، وقد حكم أكثر من 20 عاماً، وهذه الفترة هي أطول من فترة حكم أي رئيس وزراء جاء بعده، وهي أطول كذلك حتى من مجموع فترات حكم أي رئيس وزراء حكم أكثر من فترة. ويجب الذكر أن لقب رئيس الوزراء لم يكن معروفاً آنذاك، وإنما كان المستخدم هو سيد الخزانة الأول [الإنجليزية]. أما مصطلح رئيس وزراء أو وزير أول (بالإنجليزية: Prime Minister)‏ لم يستخدم في بريطانيا إلاّ مع أوائل القرن العشرين.

## نشأته
ولد روبرت والبول في قاعة هوتون، في مقاطعة نورفولك في 1676. والده، روبرت والبول: سياسي يمثل دائرة انتخابية من قلعة رايزن مجلس العموم. والدته ماري والبول (مولودة ماري بورويل). كان روبرت الطفل الخامس لعائلة من سبعة عشر ابناً، توفي ثمانية منهم في سن الطفولة. يحمل روبرت الرقم القياسي لأكبر عدد من الأشقاء من بين رؤساء الوزراء البريطانيين.
تلقى والبول تعليمه في كلية إيتون من 1690 إلى 1695 وفي كلية الملك (كامبردج) في 1696. في سنة 1698 غادر جامعة كامبردج بعد وفاة أخيه الأكبر لمساعدة والده في إدارة الثروات العائلية. كان يطمح أن يصبح أحد رجال الدين، ولكنه تخلى عن الفكرة عندما أصبح الابن الحي الوحيد للأسرة، بل وأيضا الوريث الوحيد لتراث والده. في 1700، تزوج كاثرين شورتر، أنجب ابنتان وثلاثة أنجال بما في ذلك هوراس والبول. تزوج بعد وفاة زوجته، في 1737، من عشيقته ماريا سكيريت والتي توفيت أثناء الولادة.

## بدايته السياسية
مسيرة روبرت والبول السياسية بدأت في يناير 1701 عندما فاز في الانتخابات في قلعة رايزن. غادر القلعة في 1702 ليكون قادرا على التواجد في كينغز لين، أين أعيد انتخابه لمدة أربعين عاما.
مثل والده، روبرت سياسي متحمس، وهو عضو في حزب ويغ، الذي كان يعتبر أكثر قوة من حزب المحافظين المعارض. عام 1705، تم تعيين والبول كعضو مجلس إدارة اللوردات الأميرالية (عضو مجلس إدارة يهتم بالشؤون البحرية)، وقد لوحظت قدراته الإدارية العالية، فتمت ترقيته من قبل اللورد جودولفين، المسؤول الأول عن خزينة الدولة ورئيس الأركان. في 1708، تم تعيينه وزير الحرب لفترة وجيزة، وعام 1710 أصبح أمين الصندوق الأول للبحرية، كل هذه المسؤوليات جعلت من روبرت والبول مستشار حكيم لدوق مارلبورو، قائد القوات البريطانية خلال حرب الخلافة الإسبانية. وبذلك أصبح والبول من أهم الشخصيات بين أعضاء مجلس الوزراء، على الرغم من نفوذه والبول لم يتمكن من توقيف اللورد جودولفين وأعضاء حزبه عن مهاجمة وزير ألقى مجرد خطبة ضد حزب الويغ. هذه الإجراءات غير شعبية في بريطانيا، مما أدى إلى سقوط دوق مارلبورو وهزيمة حزب الويغ في الانتخابات العامة في 1710.
الحزب الحاكم الجديد في ظل حكومة توري روبرت هارلي قام بسحب منصب والبول كوزير حرب ولكن يسمح له بالبقاء كأمين خزنة البحرية حتى 2 يناير 1711. حاول هارلي إقناعه للانضمام إلى حزب التوريون، لكن والبول رفض عرضه وفضل بدل ذلك الدفاع عن اللورد جودولفين، ضد هجمات حزب التوريون والصحافة.
بعد الانزعاج الذي سببته الهجمات السياسية، حاول التوريون بشتى الوسائل تخريب مسيرته السياسية ومسيرة دوق مارلبورو. في 1712 اتهم بالفساد كوزير حرب، وسرعان ما وجد مذنبا من قبل أغلبية التوريون. بعد طرده من البرلمان، سجن والبول في برج لندن لمدة ستة أشهر. بعدما اعتبره الرأي الجمهوري ضحية بريئة، تم انتخابه في عام 1713 فأطلق العنان لكراهية لا حدود لها ضد روبرت هارلي واللورد بولينجبروك: المحرضين على إدانته.

## العودة إلى السلطة
توفيت آن ستيوارت ملكة بريطانيا العظمى في 1 آب 1714، وبما أنه لم يكن هناك من وريث، استولى قريبها الألماني جورج الأول على العرش، جورج الأول لا يثق في التوريون الذين كانوا يشتبهوا في الرغبة في معارضة سلطته. مما سمح لحزب الويغ بالعودة إلى السلطة والاحتفاظ بها لمدة خمسين عاما. أصبح روبرت والبول المستشار الخاص للملك وتمت ترقيته ليصبح صراف رواتب القوات في وزارة كان يرأسها عادة اللورد هاليفاكس، ولكن أيضا تحت إشراف اللورد تاونسند (صهر والبول) وجيمس ستانهوب. كما أصبح والبول الرئيس التنفيذي للجنة سرية، مكتب مؤسس للتحقيق في تصرفات وزراء حزب التوريين السابقين، أولئك الذين ساهموا في سقوط والبول في 1712، الآن يجدون أنفسهم في دائرة الإتهام. واتهم اللورد أكسفورد بالخيانة العظمى، كما حرم اللورد بولينجبروك من جميع حقوقه المدنية.
توفي اللورد هاليفاكس في عام 1715. حينها اعترف بوالبول كرجل دولة فعال، واسترجع منصبه كلورد أول ووزير للخزنة، فقام بإنشاء <<sinking fund>>
الشهيرة والتي تعتبر نوع من الأموال النقدية غرضها الأساسي الحد من ديون البلاد.
ينقسم مجلس الوزراء الذي هو عضو فيه إلى، من جهة، والبول وتاونشند، ومن الجهة الأخرى، ستانهوب واللورد سندرلاند، الجدل الرئيسي هو حول السياسة الخارجية، لأن والبول وتاونشند اعتبرا أن الملك جورج الأول كان يقود المصالح الخارجية للبلاد وفقا لاهتمامات هانوفر على حساب بريطانيا العظمى، ومع ذلك، فإن فصيل ستانهوب وسندرلاند يحظى بدعم من الملك، مما جعل تاونشند يضيع وظيفته كوزير لدولة الشمال ويعين في منصب أقل مكانة مما كان عليه حيث أصبح لورد ملازم أول لأيرلندا. ولكن هذا التغيير في المنصب لم يرض ستانهوب وسندرلاند، حتى بعد الحصول على استقالة تاونشند من رتبته كملازم أول في نيسان 1717 . في اليوم التالي، انسحب والبول من الحكومة للانضمام إلى تاوشند في الجهة المعارضة. سندرلاند وستانهوب هما الرئيسان الأساسيان للحكومة الجديدة.
بعد وقت قصير من استقالة والبول، اندلعت مشاجرة بين الملك وأمير قايلز. والبول وغيرهم ممن عارضوا الحكومة غالبا ما كانوا يجتمعون في ليستر هاوس، مقر إقامة أمير قايلز، لدمج أعمالهم السياسية. أصبح والبول الصديق المقرب لزوجة أمير قايلز، كارولين دو براندنبورغ أنسبش. في عام 1720، عزز موقفه من خلال تسببه في مصالحة بين أمير قايلز والملك.
استمر والبول في كونه الوجه المؤثر في حجرة البلديات، كان نشطا بشكل خاص في مكافحة واحدة من أهم مقترحات الحكومة، قانون لقب النبيل، حيث سعى إلى الحد من قدرة الملك على إنشاء الألقاب الجديدة. والبول تسبب في التخلي المؤقت عن مشروع القانون في 1719، الذي تم رفضه نهائيا بعد سنة، فدفعت هذه الهزيمة اللورد ستانهوب واللورد سندرلاند للتصالح مع خصومهم، عاد والبول إلى مجلس الوزراء باعتباره أمين الصندوق، وأصبح تاونشند رئيس المجلس. لكن هذه العودة إلى السلطة أدت إلى فقدان قيمة أمير قايلز (الملك المستقبلي جورج الثاني)، الذي كان يعتبر دوما نقطة ضعف وازدراء لحكومة والده.

## التوسع في النفود
بعد فترة وجيزة من عودة والبول إلى مجلس الوزراء، اجتاحت بريطانيا موجة من الحماس التي أدت إلى: «فقاعة بحر الجنوب». وكانت الحكومة قد أعدت مشروع لشركة بحر الجنوب الذي ينص على تحمل الدين القومي لبريطانيا العظمى في مقابل اتفاقات مربحة، معتقدة أن الشركة في نهاية المطاف ستجني أرباح ضخمة. كثيرون في البلاد، بما في ذلك والبول قاموا بالإستثمار في الشركة. أواخر 1720، بدأت الشركة في الانهيار، في حين انخفض سعر أسهمها، تم إنقاذ والبول من الانهيار الاقتصادي الذي تعرضت له الشركة من قبل مصرفي كان تابعا له، الذي نصحه ببيع حضته من الأسهم، في حين لم تسنح الفرصة للمستثمرين الأخرين ببيع حصصهم من الأسهم.
في 1721، قامت لجنة بالتحقيق في فضيحة فتم العثور على أدلة على الفساد في الحكومة. من بين الوزراء المعنيين: جون إيسلابي (وزير الخزنة)، جيمس كراغز الأكبر (مدير مكتب البريد العام)، جيمس كراغز الأصغر (أمين الجنوب)، واللورد ستانهوب وسندرلاند. الأخوين كراغز لقيا حتفهما وهما يحملا وصمة عار، فيما تمت مقاضاة الأخرين بتهمة الفساد. أُدين إيسلابي وسجن، ولكن نفوذ والبول أنقذ كلا من ستانهوب وسندرلاند. هذا الإجراء، سمح لهذين الأخيرين وغيرهما من تجنب العقاب ومنه تم تسمية والبول ب « Screenmaster-Général » كإسم مستعار.
استقالة سندرلاند ووفاة ستانهوب عام 1721 جعلا من والبول أهم شخصية في الحكومة. في أبريل 1721، تم تعيينه اللورد الأول للخزينة، وزير الخزينة وزعيم مجلس العموم. دخول والبول في إطار «رئيس الوزراء» غالبا ما كان متزامنا مع هذا التعيين، في الواقع، تشارك زالبول سلطته مع صهره اللورد تاونشند الذي كان يعتبر وزير دولة الشمال، ومهتم يالشؤون الخارجية. مما استوجب عليهما مواجهة وزير الدولة لشؤون الجنوب، اللورد كارتيت.

## عهد جورج الأول
حاول البرلمان حل الأزمة المالية، تحت وصاية والبول، حيث كان على مدراء الشركة الاهتمام بالعمل على تخفيف آلام الضحايا، حيث تم تقسيم أسهم شركة بحار الجنوب بين بنك إنجلترا وشركة الهند الشرقية. الأزمة مسّت بشكل كبير مصداقية الملك وحزب الويغ، ولكن والبول دافع عن الإثنين ببلاغته بطريقة ذكية أمام مجلس العموم .
تميز العام الأول لوالبول كرئيس للوزراء باكتشاف مؤامرة نظمها فرانسيس أتربيري، أسقف روتشستر، مما خيب آمال اليعقوبيين، بالخصوص عام 1715 و 1719، لم ينالو النجاح الذي كان متوقعا . من جهة أخرى خارت قوى المحافظين، خصوصا أن اللورد بولينجبروك، زعيم حزب المحافظين، قوضي لتعاطفه مع اليعقوبيون وتم نفيه إلى فرنسا، حيث لم يسمح له بالعودة إلى بريطانيا إلا في 1723.
خلال الفترة المتبقية من عهد جورج الأول، ازدهر عمل والبول وتزايدت سلطته، حيث أصبحت سلطة الملك في تدهور مستمر مما سمح لسلطة وزرائه السياسية بالصعود إلى القمة. في 1724، تمت إزالة المنافس السياسي الرئيسي لوالبول وتوونشند من مجلس الوزراء، اللورد كارتريت، أزيل من منصب أمين الجنوب وعين كملازم أول لأيرلندا. الآن والبول وتوونشند هم سادة الوزارة. قاموا بخلق سياسة مواتية للسلام، ولا سيما من خلال فتح المفاوضات مع فرنسا وبروسيا في 1725 وإقامة تحالف مع بريطانيا، التخلص من تهديد اليعقوبيون بإقامة الحرب، تجنب الأزمة المالية، فتطورت سياسته وباتت ناجحة، مما سمح لوالبول بكسب الملك جورج الأول في صفه . في 1725 تم تعيينه كفارس باث .و في 1726 كفارس حامل لوسام الرباط (الذي أكسبه لقب «السير الصاخب»). وعلاوة على ذلك، أعطى ابنه الأكبر (ويسمى أيضا روبرت) بارونية.

## عهد جورج الثاني
وقد هدد موقف روبرت والبول في عام 1727، عندما توفي جورج الأول ونجى جورج الثاني منه لبضعة أيام، كان هناك احتمال إستبعاد والبول، ولكن الملك وافق على الحفاظ عليه مستشارا للملكة كارولين. على الرغم من أن الملك يكره توونشند. في السنوات التالية، واصل والبول مع تاونسند لتقاسم السلطة، ولكنه آخذ في الارتفاع تدريجيا في الحكومة. كل من الرجال يعارضون للشؤون الخارجية، خاصة بشأن السياسة الواجب اتباعها لبروسيالكن والبول يخرج في النهاية منتصرا، وزميله تقاعد 15 مايو 1730. وعادة ما يتم هذا التاريخ كبداية للدخول رسمية والبول إلى مكتب رئيس الوزراء. خلال السنوات التالية، والبول هو أكثر قوة من أي وقت مضى. بعد الحصول على الدعم من الملكة كارولين، وذلك من الملك جورج الثاني، وقال أنه يستخدم الرعاية الملكية السامية لمنح الأوسمة والحصول على وظائف لأصدقائه السياسية. اختار أعضاء وزارته، وإجبارهم على العمل معا، إذا لزم الأمر، أن لا رئيس الحكومة كان قادرا على تحقيق من قبل. بسبب هذا النفوذ، قد يكون في الواقع تعتبر والبول أول «رئيس الوزراء».والبول استقطب على شخصه عدد كبير من المعارضين، أهمها اللورد بولينجبروك ويليام في Pulteney (رجل دولة قادرا اليميني الذين شعروا بالخزي عندما لم شمل والبول في مجلس الوزراء). وتصدر بولينجبروك وفي Pulteney دورية تسمى الحرفي (L'Artisan) التي نددت سياسة رئيس الوزراء بانتظام. والبول هو أيضا موضوع العديد من هجاء والمحاكاة الساخرة ؛ فإنه غالبا ما يتم مقارنة مع جوناثان وايلد الجنائية، وكذلك، على سبيل المثال، في أوبرا الشحاذ جون غاي. بين أعدائه، وهناك أيضا جوناثان سويفت، الكسندر البابا، هنري فيلدينغ وصموئيل جونسون.
وعلى الرغم من هذه المعارضة، والبول يحتفظ بتأييد الشعب ومجلس العموم مع سياسة سلمية، والذي يسمح له بعدم زيادة الضرائب. في 1733، نجح في منع دخول لبريطانيا العظمى في حرب الخلافة البولندية. ومع ذلك، في العام نفسه، ونفوذها تهديد خطير من قبل خطة ضريبية لديه.
والبلدان ذات الدخل انخفضت بشدة بسبب التهريب. أيضا، اقترح والبول أن يتم استبدال التعريفة الجمركية على الخمور والتبغ من قبل غير المباشرة. لمواجهة خطر تهريب، ينبغي أن تدفع ضريبة لا في الموانئ، ولكن في المستودعات. هذا الاقتراح الجديد، ومع ذلك، لا يحظى بشعبية للغاية، ويوقظ التجار المعارضة. وافقت والبول لسحب مشروع قرارها قبل وقد صوت البرلمان، لكنه يرفض السياسيين الذين تجرأوا على معارضة له. والبول يفقد جزءا كبيرا من المنتخبين اليمينيون انضمامه للمعارضة.
بعد الانتخابات العامة في 1734، أنصار والبول تشكل دائما على الأغلبية في مجلس العموم، لكنها أقل عددا من ذي قبل. وعلاوة على ذلك، على الرغم من أنه احتفظ التفوق البرلمانية عنه، بدأت شعبيتها في طريقها إلى الزوال. سنة 1736، أي بزيادة الضريبة على الجن يخلق أعمال الشغب في لندن. في إدنبرة، اندلعت أعمال شغب جديدة، أكثر خطورة، فإن «أعمال الشغب بورتيوس» من بعد الملك قد أصدر عفوا عن ضابط برتبة نقيب في الحرس (جون بورتيوس)، الذي كان قد أمر قواته بإطلاق النار على مجموعة من المتظاهرين. على الرغم من أن هذه الأحداث قد تضاءلت شعبية والبول، فشلوا في هز أغلبيته في البرلمان. وتتأكد هيمنة والبول في مجلس العموم من السهولة التي فاز رفض السير جون بارنارد للحد من الفائدة على الدين القومي. تمكنت والبول أيضا لإقناع البرلمان للتصويت على ترخيص القانون في 1737، بشأن تنظيم المسارح في لندن. يصادف هذا القانون ازدراء لأنه يشعر البابا، سويفت، فيلدينغ والشخصيات الأدبية الأخرى الذين يهاجمون الحكومة في أعمالهم.

## الانخفاض
وتميزت أيضا سنة 1737 بوفاة الملكة كارولين، وهي صديقة حميمة مع والبول. ومع ذلك، لا كسر نفوذ شخصي من والبول على جورج الثاني، الذي أثبت الموالية للرئيس وزرائه في السنوات السابقة. ومع ذلك، فإن هيمنة والبول على رأس الحكومة يتناقص باستمرار. خصومه الحصول على دعم كبير في شخص أمير ويلز، الذي اختلف مع والده، الملك. العديد من السياسيين الشباب، بما في ذلك وليام بيت الأكبر وجورج غرينفيل، تشكيل فصيل يعرف باسم «الشباب الوطنيين» والانضمام إلى أمير ويلز في المعارضة.
فإن البول عجز الحفاظ على سياسة السلام يضعف بشكل كبير سلطته. بموجب معاهدة إشبيلية (1729)، وافقت بريطانيا العظمى لا على التجارة مع المستعمرات الإسبانية في أمريكا الشمالية، إسبانيا تدعي الحق في مقاضاة المخالف السفن البريطانية لضمان تطبيق المعاهدة. الصراع، ومع ذلك، انفجر على التجارة مع جزر الهند الغربية. والبول في محاولة لمنع الحرب، لكنه يعارض الملك في مجلس العموم وبعض من حكومته الخاصة. في عام 1739، والبول يتنازل كل الجهود لتجنب الصراع، واندلعت الحرب قريبا الأذن جنكينز .
فشل اندلاع الحرب لوقف تراجع نفوذ والبول. في الانتخابات العامة في 1741 زادت تصويت مؤيديها عدد من الأصوات في المجمع الانتخابي المنتخبة من قبل كتلة من الناخبين، لكنه يفشل (في الأحياء الفاسد والكليات الانتخابية تخضع لنفوذ غير رسمية، ولكن قوية أنماط).
في العام عشرات حكومة أفضل في إنجلترا وويلز، ولكنها ليست كافية للتعويض عن المناطق التي فقدت في انتخابات 1734 أو خسائر قوية في كورنوال، حيث تطيع العديد من الدوائر الانتخابية الإرادة أمير ويلز (الذي هو أيضا دوق كورنوال)؛
يتم إرجاع هذه الدوائر من قبل النواب معادية لرئيس الوزراء. وبالمثل، فإن تأثير دوق أرجيل عارضت انتخاب والبول في أجزاء كثيرة من اسكتلندا النواب.
الأغلبية الجديدة من البول من الصعب تحديد ذلك بسبب ولاء غير واثقين من العديد من المنتخبين حديثا، ولكن لم يقدر المعاصرين والمؤرخين الرقم المنخفض نسبيا من 14-18.
في البرلمان الجديد، العديد من اليمينيون يعتقد رئيس الوزراء الشيخوخة غير قادر على إجراء الحملة العسكرية.
وعلاوة على ذلك، فإن الغالبية لم يعد قويا كما كان في الماضي، النقاد حول العديد من مثل مؤيديها. في 1742، عندما مجلس العموم تستعد لدراسة صلاحية إجراء انتخابات فرعية فاز في تشبنهام، والبول وغيرها نتفق على أنه سيكون تصويت بحجب الثقة عنها.
هزم في مجلس العموم، وافقت والبول على الاستقالة من الحكومة. من بين أسباب استقالته، تجدر الإشارة إلى أن الملك وافق على رفعها إلى مجلس اللوردات كما إيرل أورفورد 6 فبراير 1742. بعد خمسة أيام، وقال أنه يتنازل عن السلطة رسميا.

## أعوام تالية
في أورفورد ، نجح اللورد ويلمنجتون في الفوز بمنصب وزير أول، ولكن رئيس الحكومة الحقيقي هو اللورد كارتريت. تم تشكيل لجنة مختصة بالتحقيق في تصرفات حكومته، لكن لم يتم العثور على أي أدلة مادية تدل على الخبث أو الفساد ، ومع ذلك، فإنه لم يعد رئيس مجلس الوزراء، واصل اللورد أرفورد تطبيق تاثير شخصي على الملك جورج الثاني، وغالبا ما يكشف عن «وزير وراء الستار» عن طريق المشورة ونفوذه. في عام 1744، تمكن من الحصول على إقالة كارتريت وتعيين هنري بيلهام.
توفي روبرت والبول في لندن عام 1745 في سنته التاسعة والسبعين. ودفن في مسقط رأسه في هوتون ، تم منح لقبه ككونت نبيل لابنه الأكبر روبرت ، وبعدها لابن روبرت : جورج .
بعد وفاة الكونت الثالث تم منح اللقب لأصغر ابن للكونت الأول : هوراس والبول (المؤلف الشهير)، الذي توفي من دون ورثة في 1797.

## قائمة المراجع
- Jeremy Black, Walpole in Power, Stroud, Sutton Publishing, 2001
- Brian W. Hill, Sir Robert Walpole : "Sole and Prime Minister", Londres, Hamish Hamilton, 1989
- John Morley, Walpole, Londres, Macmillan & Co, 1989
- Harry T. Dickinson, Walpole and the Whig Supremacy, Londres, English Universities Press, 1973
- Piotr Napierała, Sir Robert Walpole (1676-1745) – twórca brytyjskiej potęgi (traduction : L'architecte de la puissance britannique), Wydawnictwo Naukowe UAM, Poznań 2008. (ISBN 978-83-232-1898-2)
- John Harold Plumb, The Growth of Political Stability in England 1675–1725, Londres, Macmillan & Co, 1967
- John Harold Plumb, Sir Robert Walpole (2 volumes), Londres, Cresset Press, 1956–1960

## وصلة خارجية
- روبرت والبول على موقع الموسوعة البريطانية (الإنجليزية)
- روبرت والبول على موقع إن إن دي بي (الإنجليزية)

- http://www.number10.gov.uk//output/Page12411.asp